# Gāv Zard
Gāv Zard (persiska: گاو زرد, گاهدَر, گازَرد, گِه زَرد, گِزَك, گَزَك, گاه زَرد) är en ort i Iran.   Den ligger i provinsen Bushehr, i den centrala delen av landet, 600 km söder om huvudstaden Teheran. Gāv Zard ligger 28 meter över havet och antalet invånare är 216.
Terrängen runt Gāv Zard är platt. Runt Gāv Zard är det glesbefolkat, med 15 invånare per kvadratkilometer. Närmaste större samhälle är Sīāh Makān-e Bozorg, 11,9 km nordväst om Gāv Zard. Trakten runt Gāv Zard är ofruktbar med lite eller ingen växtlighet.